# Commelina milne-redheadii
Commelina milne-redheadii là một loài thực vật có hoa trong họ Commelinaceae. Loài này được Faden mô tả khoa học đầu tiên năm 2008.